# Kathy McCarty
Kathy McCarty is een Amerikaanse singer-songwriter. Ze was de frontvrouw van de indierockband Glass Eye. McCarty had kortstondig een relatie met de art brut-artiest Daniel Johnston.

## Biografie
McCarty groeide op in Stanford in de staat New York. In 1983 werd Glass Eye opgericht in Austin in Texas. McCarty was frontvrouw van de band tot de opheffing in 1993. In het midden van de jaren 1980 leerde ze Daniel Johnston kennen. Johnston was een lo-fi art brut singer-songwriter die zijn eigen muziek opnam op een boombox, om vervolgens de cassettebandjes uit te delen aan vrienden. Na het bijwonen van een optreden van Glass Eye gaf hij McCarty een cassettebandje. Toen ze elkaar later weer spraken en hij haar vroeg of ze naar de muziek geluisterd had, loog McCarty daarover en zei ze dat ze het leuk vond. Ze bood Johnston aan om in het voorprogramma van Glass Eye te spelen. Toen ze later alsnog naar de cassette luisterde, raakte ze onder de indruk van Johnston.
Na de opheffing van Glass Eye bracht ze solowerk uit. In 1994 verscheen het coveralbum Dead dog's eyeball: Songs of Daniel Johnston waarin ze nummers van Johnston coverde, met wie ze een kortstondige relatie had. Ze nam het album op nadat duidelijk werd dat Johnston zijn carrière niet kon voortzetten vanwege zijn geestelijke gezondheid. Het van dit coveralbum afkomstige nummer Living life belandde op de soundtrack van Richard Linklater's film Before sunrise uit 1995. In hetzelfde jaar bracht ze de ep Sorry entertainer uit met covers van Glass Eye en Daniel Johnston.
In 2005 volgde het album Another day in the sun. Ook verleende ze medewerking aan de documentaire The devil and Daniel Johnston, over het leven van Johnston. In 2008 speelde ze in de musical Speeding motorcycle die zich afspeelt rond de muziek van Johnston. De musical is vernoemd naar het gelijknamige nummer van het album Yip/Jump music (1983).
Hoewel ze als soloartiest weinig werk uitbracht, is McCarty altijd actief gebleven in de muziekscene van Austin.

## Discografie

### Met Glass Eye
- Marlo (1985)
- Huge (1986)
- Bent by nature (1988)
- Hello young lovers (1989)
- Every woman's fantasy (2006)

### Solo
- Dead dog's eyeball: Songs of Daniel Johnston, 1994
- Sorry entertainer, 1995
- Another day in the sun, 2005

### Soundtracks
- Slacker, 1990
- The devil and Daniel Johnston, 2005
- Slacker 2011, 2011